# ارتورو لوبولي
ارتورو لوبولي (بالإيطالية: Arturo Lupoli)‏ (24 يونيو 1987 إيطاليا - ) هو لاعب كرة قدم إيطالي، يلعب كمهاجم.

## وصلات خارجية
ارتورو لوبولي على موقع قاعدة بيانات كرة القدم.إي يو (الإنجليزية)
- ارتورو لوبولي على موقع Soccerbase.com (لاعب) (الإنجليزية)
- ارتورو لوبولي على موقع Soccerway.com (الإنجليزية)
- ارتورو لوبولي على موقع عالم كرة القدم.نت (الإنجليزية)
- ارتورو لوبولي على موقع AS.com (الإسبانية)